# ألي تشين
ألي تشين هي قرية في مقاطعة شاهين دج، إيران. يقدر عدد سكانها بـ 232 نسمة بحسب إحصاء 2016.